# Hector Martin
Hector Martin, né le 26 décembre 1898 à Roulers et mort le 9 août 1972 dans la même localité, est un coureur cycliste belge. Professionnel de 1925 à 1935, il a notamment remporté 5 étapes du Tour de France et a porté le maillot jaune durant le Tour de France 1927 pendant 4 jours.
Son frère aîné Léon a également été cycliste professionnel dans les années 1920.

## Palmarès
- 1923
  - Bruxelles-Luxembourg-Mondorf
- 1924
  -  Champion de Belgique indépendants
  - Binche-Tournai-Binche
  - Paris-Menin
  - Tour des Flandres des indépendants
  - Bruxelles-Paris
- 1925
  - 14e, 16e et 17e étapes du Tour de France
  - 2e de Paris-Chauny
  - 3e du Tour des Flandres
  - 3e de Bordeaux-Paris
  - 3e du Tour de la province de Milan (avec Adelin Benoît)
- 1927
  - 3e et 22e étapes du Tour de France
  - Paris-Nantes
  - 2e de Paris-Rennes
  - 9e du Tour de France
- 1928
  - Bordeaux-Paris
  - 2e de l'Omloop der Leiestreek
  - 3e du Championnat des Flandres
  - 9e de Paris-Roubaix
- 1929
  - 2e de Bordeaux-Paris
  - 3e du GP Wolber
- 1930
  - Circuit du Béarn :
    - Classement général
    - 1re et 2e étapes

  - 2e du Circuit du Morbihan
  - 4e de Bordeaux-Paris
- 1931
  - 4e du Tour des Flandres

## Résultats sur le Tour de France
4 participations
- 1925 : 14e, vainqueur de 3 étapes
- 1927 : 9e, vainqueur de 2 étapes,  maillot jaune pendant 4 jours
- 1928 : abandon
- 1929 : abandon